# Macrolepidoptera

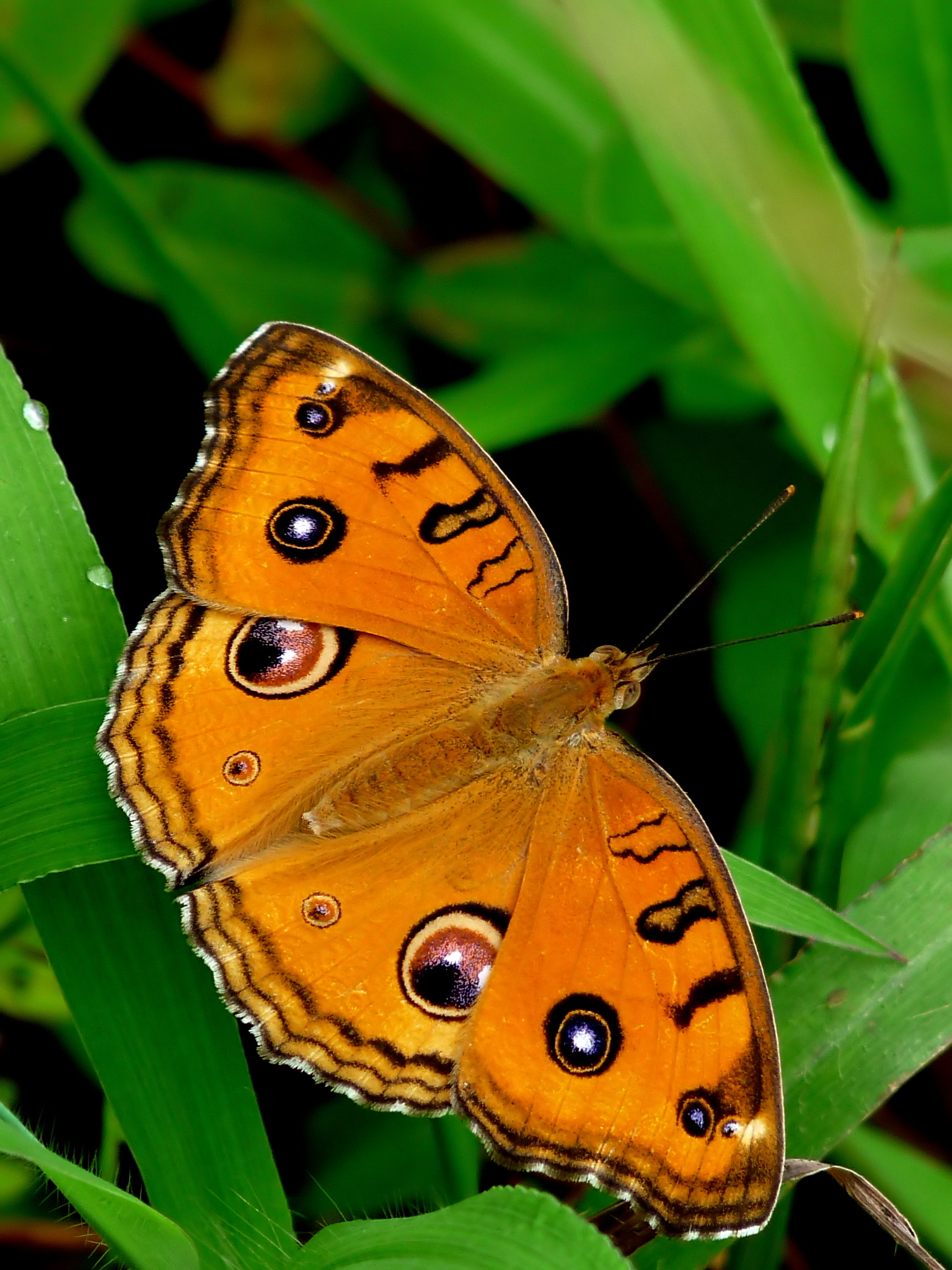
Junonia almana, een dagvlinder die hoort bij de macrolepidoptera.

Macrolepidoptera, soms macrovlinders of kortweg macro's genoemd, is een soortgroep die wordt onderscheiden om grofweg de "grote" vlinders aan te kunnen duiden, tegenover microlepidoptera, de "kleine" vlinders.
De term macrolepidoptera is informeel, heeft geen taxonomische rang en er wordt geen monofyletische groep mee benoemd. In de praktijk wordt de verdeling echter vaak toch gemaakt. Zo kent de Nederlandse Entomologische Vereniging aparte secties voor macro's en micro's, en is er voor macro's een andere website dan voor micro's. De verdeling in groot en klein moet men niet te strikt nemen - er zijn macro's die een stuk kleiner zijn dan bepaalde micro's.
De volgende superfamilies vormen samen de macrolepidoptera:
- Mimallonoidea
- Lasiocampoidea
- Bombycoidea
- Noctuoidea
- Drepanoidea
- Geometroidea
- Axioidea
- Calliduloidea
- Hedyloidea
- Hesperioidea
- Papilionoidea

Vaak worden ook de Zygaenoidea, Sesioidea en Cossoidea tot de macro's gerekend. Door de niet officiële status wordt hier verschillend mee omgegaan.